# Adolfo Parmaliana
Adolfo Parmaliana (Castroreale, 12 marzo 1958 – Patti, 2 ottobre 2008) è stato un politico italiano.
Docente universitario all'Università di Messina, segretario dei DS nel paese di Terme Vigliatore, Parmaliana fu in prima linea nella lotta contro la mafia: grazie alle sue denunce, il Consiglio Comunale di Terme Vigliatore fu sciolto per infiltrazione mafiosa.

## Biografia
(Ultima Lettera)
Adolfo Parmaliana, dopo essere stato rinviato a giudizio per diffamazione, si è tolto la vita il 2 ottobre 2008 gettandosi da un cavalcavia sulla Messina-Palermo, lasciando una lettera in cui denuncia le gravi responsabilità di politici e magistrati nel rallentare le indagini sulla mafia.
Lottò coraggiosamente per la legalità e la trasparenza a Terme Vigliatore e nella zona di Barcellona Pozzo di Gotto. Insegnava al Dipartimento di Chimica industriale e Ingegneria dei Materiali dell'Università di Messina: ordinario di chimica industriale, coordinava il Dottorato di Ricerca in "Tecnologie Chimiche e Processi Innovativi" ed era direttore del Master di II livello in "Tecnologie Energetiche Ecocompatibili".
Adolfo Parmaliana presiedeva la Montalbano Clean Energy Scarl e coordinava il “Catalysis Group” presso lo stesso Dipartimento di Chimica Industriale di Messina. Era stato anche consulente per l'ambiente del sindaco di Roma Walter Veltroni. Autore di 120 pubblicazioni, 136 comunicazioni a Congressi nazionali ed Internazionali, 5 brevetti, a Terme Vigliatore era stato segretario dei Ds ed è stato candidato a sindaco alle amministrative del 2002.
Il 2 ottobre 2008 ha imboccato l'autostrada Messina-Palermo, in direzione del capoluogo, per fermarsi, con la sua BMW, sul viadotto di Patti Marina dal quale si è lanciato nel vuoto, finendo in un canale poco distante dalla stazione ferroviaria. Nel gennaio 2013 il Procuratore generale di Messina, Francesco Antonio Cassata, è stato condannato per diffamazione dal giudice di pace di Reggio Calabria per aver diffuso, nel settembre 2009, un dossier anonimo contro Parmaliana.
La sentenza è stata poi confermata in Appello e in Cassazione, divenendo definitiva.